# George Lehmann
George Lehmann (Riverside, Nueva Jersey, 1 de mayo de 1942-8 de noviembre de 2024) fue un jugador de baloncesto estadounidense que disputó seis temporadas en la ABA, una en la NBA, desarrollando el resto de su carrera en ligas menores de su país. Con 1,83 metros de estatura, lo hacía en la posición de base.

## Trayectoria deportiva

### Universidad
Jugó cuatro temporadas con los Fighting Camels de la Universidad Campbell, y se convirtió hasta el momento en el único jugador de dicha institución en jugar en la NBA en toda la historia.

### Profesional
Tras no ser elegido en el Draft de la NBA de 1962, jugó durante cinco temporadas en la EPBL, hasta que en 1967 fichó por los St. Louis Hawks. Durante su primera temporada en el equipo desempeñó las funciones de tercer base, tras Don Ohl y Lenny Wilkens, disputando poco más de 9 minutos por partido, en los que promedió 2,8 puntos y 1,7 asistencias.
Mediada la temporada siguiente, y ya con el equipo en Atlanta, fue dado de baja, fichando por Los Angeles Stars de la ABA. En la nueva liga adoptó la posición de titular, acabando la temporada con unos promedios de 18,9 puntos y 5,0 asistencias por partido.
Poco después de comenzada la temporada 1969-70, fue traspasado a los New York Nets, donde volvió nuevamente al banquillo de los suplentes. Sin acabar la misma, fue nuevamente traspasado a los Miami Floridians, de donde pasó a los Carolina Cougars. Su primera temporada en el equipo de Carolina del Norte fue la más destacada de su carrera. Promedió 17,3 puntos y 5,6 asistencias por partido, y acabó liderando la liga en triples lanzados, anotados y en porcentaje, con una efectividad del 40,3%.
Mediada la temporada siguiente fue traspasado, junto con Randy Denton y Warren Davis a los Memphis Pros a cambio de Tom Owens, Wendell Ladner y Bobby Warren. Acabó la misma liderando la liga en porcentaje de acierto en tiros libres, con un 88,0%. Jugó dos temporadas más en Memphis, pero fue perdiendo protagonismo paulatinamente. Acabó su carrera donde la empezó, en la EPBL, entonces ya denominada como EBA.

## Estadísticas de su carrera en la NBA y la ABA

### Temporada regular
| Temporada | Edad | Equipo           | Liga  | Pos. | P   | TIT | MIN  | TC  | TCA  | %TC  | 3P  | 3PA | %3P  | 2P  | 2PA  | %2P  | TL  | TLA | %TL  | R.OF. | R.DEF. | REB | ASIS | ROB | TAP | PER | FP  | PTS  |
| 1967-68   | 25   | St. Louis Hawks  | NBA   | PG   | 55  |     | 9.0  | 1.1 | 3.1  | .343 |     |     |      | 1.1 | 3.1  | .343 | 0.6 | 0.8 | .814 |       |        | 0.8 | 1.7  |     |     |     | 1.0 | 2.8  |
| 1968-69   | 26   | TOTAL            | TOTAL | PG   | 43  |     | 25.0 | 5.5 | 13.4 | .412 | 1.1 | 3.2 | .350 | 4.4 | 10.3 | .431 | 3.3 | 4.1 | .795 | 0.6   | 1.3    | 1.9 | 4.3  |     |     | 2.8 | 2.7 | 15.4 |
| 1968-69   | 26   | Atlanta Hawks    | NBA   | PG   | 11  |     | 12.5 | 2.4 | 6.1  | .388 |     |     |      | 2.4 | 6.1  | .388 | 0.7 | 1.1 | .667 |       |        | 0.8 | 2.5  |     |     |     | 1.6 | 5.5  |
| 1968-69   | 26   | L.A. Stars       | ABA   | PG   | 32  |     | 29.3 | 6.6 | 16.0 | .415 | 1.5 | 4.3 | .350 | 5.1 | 11.7 | .439 | 4.1 | 5.1 | .805 | 0.8   | 1.5    | 2.3 | 5.0  |     |     | 3.8 | 3.0 | 18.9 |
| 1969-70   | 27   | TOTAL            | ABA   | PG   | 81  |     | 24.6 | 3.9 | 10.5 | .375 | 1.1 | 3.5 | .322 | 2.8 | 6.9  | .403 | 2.2 | 2.6 | .853 | 0.4   | 1.1    | 1.5 | 3.2  |     |     | 2.5 | 2.3 | 11.2 |
| 1969-70   | 27   | L.A. Stars       | ABA   | PG   | 10  |     | 23.7 | 3.9 | 13.2 | .295 | 0.5 | 2.0 | .250 | 3.4 | 11.2 | .304 | 3.3 | 3.6 | .917 | 0.0   | 1.2    | 1.2 | 2.8  |     |     | 2.4 | 2.6 | 11.6 |
| 1969-70   | 27   | New York Nets    | ABA   | PG   | 46  |     | 14.8 | 2.4 | 6.5  | .370 | 0.9 | 2.7 | .325 | 1.5 | 3.8  | .402 | 1.8 | 2.0 | .862 | 0.4   | 0.5    | 0.8 | 2.3  |     |     | 1.6 | 1.7 | 7.5  |
| 1969-70   | 27   | Miami Floridians | ABA   | PG   | 25  |     | 43.1 | 6.7 | 16.6 | .405 | 1.8 | 5.6 | .329 | 4.9 | 11.0 | .444 | 2.6 | 3.2 | .815 | 0.7   | 2.1    | 2.8 | 5.0  |     |     | 4.2 | 3.3 | 17.9 |
| 1970-71   | 28   | Carolina Cougars | ABA   | PG   | 83  |     | 35.2 | 6.4 | 14.3 | .451 | 1.9 | 4.6 | .403 | 4.6 | 9.7  | .474 | 2.6 | 3.1 | .836 | 0.6   | 1.8    | 2.4 | 5.6  |     |     | 3.7 | 2.7 | 17.3 |
| 1971-72   | 29   | TOTAL            | ABA   | PG   | 53  |     | 36.2 | 5.7 | 12.5 | .457 | 1.3 | 3.8 | .357 | 4.4 | 8.8  | .500 | 3.2 | 3.6 | .880 | 0.4   | 1.4    | 1.8 | 7.8  |     |     | 4.0 | 2.9 | 16.0 |
| 1971-72   | 29   | Carolina Cougars | ABA   | PG   | 38  |     | 36.8 | 5.8 | 11.6 | .499 | 1.3 | 3.3 | .392 | 4.5 | 8.3  | .541 | 3.2 | 3.6 | .897 | 0.4   | 1.4    | 1.9 | 7.8  |     |     | 4.4 | 3.0 | 16.0 |
| 1971-72   | 29   | Memphis Pros     | ABA   | SG   | 15  |     | 34.8 | 5.6 | 14.9 | .375 | 1.5 | 4.9 | .297 | 4.1 | 10.0 | .413 | 3.1 | 3.7 | .839 | 0.5   | 1.3    | 1.8 | 7.7  |     |     | 2.8 | 2.7 | 15.8 |
| 1972-73   | 30   | Memphis Tams     | ABA   | PG   | 28  |     | 26.9 | 3.4 | 8.6  | .396 | 0.9 | 2.4 | .388 | 2.5 | 6.2  | .399 | 2.2 | 2.6 | .824 | 0.3   | 1.0    | 1.2 | 5.4  |     |     | 2.3 | 2.6 | 9.9  |
| 1973-74   | 31   | Memphis Tams     | ABA   | PG   | 33  |     | 16.8 | 2.1 | 5.4  | .384 | 0.5 | 1.5 | .360 | 1.5 | 3.8  | .394 | 0.5 | 0.6 | .947 | 0.2   | 0.9    | 1.1 | 3.5  | 0.4 | 0.1 | 1.6 | 1.6 | 5.2  |
| Total     |      |                  | TOTAL |      | 376 |     | 25.8 | 4.3 | 10.3 | .418 | 1.3 | 3.6 | .365 | 3.2 | 7.3  | .440 | 2.2 | 2.6 | .841 | 0.5   | 1.3    | 1.6 | 4.5  | 0.4 | 0.1 | 3.1 | 2.3 | 11.9 |
|           |      |                  | ABA   |      | 310 |     | 29.3 | 4.9 | 11.7 | .422 | 1.3 | 3.6 | .365 | 3.6 | 8.1  | .448 | 2.5 | 3.0 | .845 | 0.5   | 1.3    | 1.8 | 5.0  | 0.4 | 0.1 | 3.1 | 2.5 | 13.7 |
|           |      |                  | NBA   |      | 66  |     | 9.6  | 1.3 | 3.6  | .356 |     |     |      | 1.3 | 3.6  | .356 | 0.7 | 0.8 | .782 |       |        | 0.8 | 1.8  |     |     |     | 1.1 | 3.2  |

### Playoffs
| Temporada | Edad | Equipo          | Liga | Pos. | P | TIT | MIN | TC  | TCA | %TC  | 3P | 3PA | %3P | 2P  | 2PA | %2P  | TL  | TLA | %TL | R.OF. | R.DEF. | REB | ASIS | ROB | TAP | PER | FP  | PTS |
| 1967-68   | 25   | St. Louis Hawks | NBA  | PG   | 1 |     | 2.0 | 0.0 | 1.0 | .000 |    |     |     | 0.0 | 1.0 | .000 | 0.0 | 0.0 |     |       |        | 0.0 | 2.0  |     |     |     | 1.0 | 0.0 |
|           |      |                 | NBA  |      | 1 |     | 2.0 | 0.0 | 1.0 | .000 |    |     |     | 0.0 | 1.0 | .000 | 0.0 | 0.0 |     |       |        | 0.0 | 2.0  |     |     |     | 1.0 | 0.0 |